# Склад вибухових речовин (гірництво)
Склад вибухових речовин , Склад ВР (рос. склад ВВ, англ. storage of explosives, storage of blasting agents, нім. Sprengstofflager n, Lager n für Dynamite) – одне або декілька сховищ вибухових речовин (ВР) з підсобними приміщеннями, розташовані на спільній огородженій території, а також камери та чарунки для зберігання вибухових матеріалів з підведеними до них гірничими виробками.

## Різновиди складів ВР
Розрізняють витратні та базисні склади ВР: 
- в и т р а т н і – для зберігання і роздачі ВР підривникам;
- б а з и с н і –  виключно для постачання витратних складів ВР.

Сховища ВР бувають: 
- поверхневі (з фундаментом на рівні землі),
- напівзаглиблені (будови заглиблені не більше ніж на карниз),
- заглиблені (товща ґрунту над сховищем менша 15 м),
- підземні (товща ґрунту над сховищем перевищує 15 м).

Підземні склади ВР – камери і чарунки для зберігання ВР та допоміжні камери з прилеглими до складу виробками. В залежності від строку служби склади ВР розрізняються на постійні (строк служби більше 3-х років), тимчасові (до 1 року) і короткотермінові (для зберігання ВР в процесі здійснення робіт тимчасового характеру).